# Burien
Burien é uma cidade localizada no estado norte-americano de Washington, no Condado de King.

## Demografia
Segundo o censo norte-americano de 2000, a sua população era de 31.881 habitantes. 
Em 2006, foi estimada uma população de 31.131, um decréscimo de 750 (-2.4%).

## Geografia
De acordo com o United States Census Bureau tem uma área de 34,3 km², dos quais 19,3 km² cobertos por terra e 15,0 km² cobertos por água.

## Localidades na vizinhança
O diagrama seguinte representa as localidades num raio de 8 km ao redor de Burien. 